# Eugene Levy

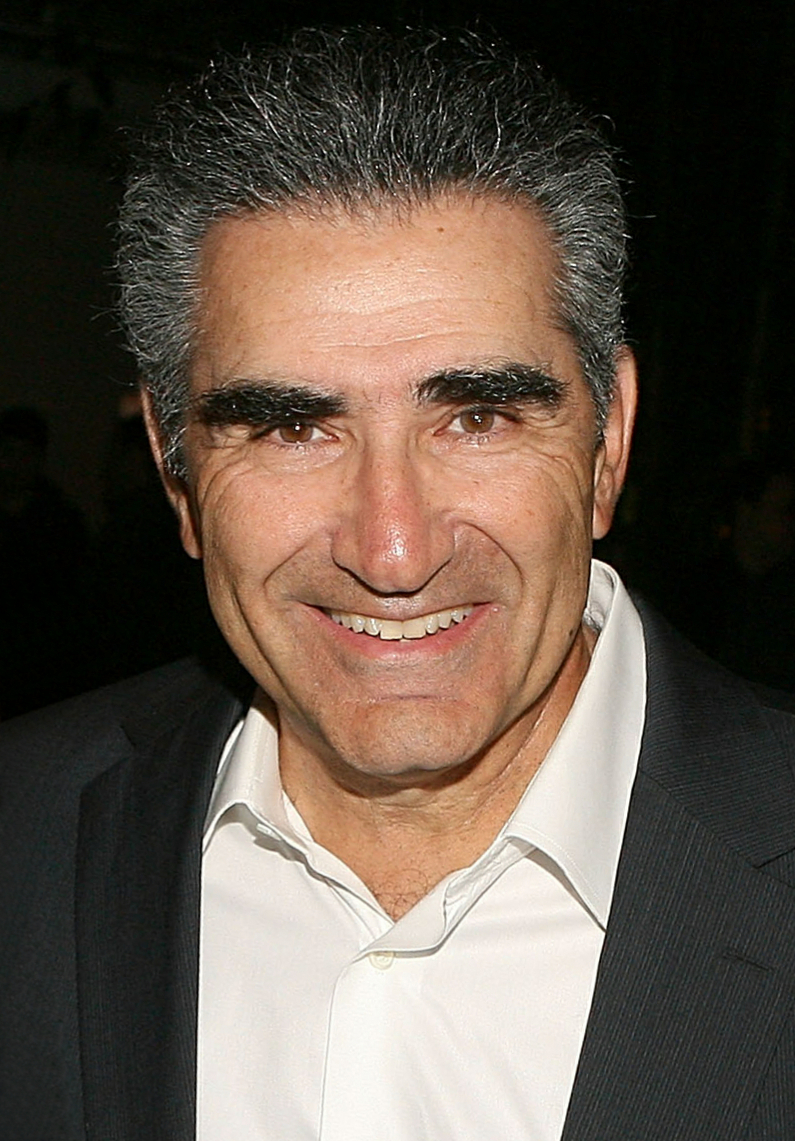
Eugene Levy 2011.

Eugene Levy, född 17 december 1946 i Hamilton, Ontario, är en kanadensisk skådespelare, filmproducent och manusförfattare. Han är bland annat känd för sin roll som Johnny Rose i TV-serien Schitt's Creek och den pinsamme fadern i American Pie-filmerna.
Han är pappa till skådespelaren och producenten Dan Levy.

## Filmografi i urval
- Löparen (1979)
- Heavy Metal (1981)
- Ett päron till farsa (1983)
- Vråålkört (1983)
- Splash (1984)
- Ärthjärnan: Beväpnad och livsfarlig (1986)
- Charterresan (1986)
- Cannonball Speed Zone (1989)
- I kärlek och affärer (1992)
- TV-terror (1992)
- I Love Trouble (1994)
- Kurt Vonnegut's Harrison Bergeron (1995)
- Waiting for Guffman (1995)
- Brudens far 2 (1995)
- Creature Crunch (1996)
- I flesta laget (1996)
- Almost Heroes (1998)
- American Pie (1999)
- The Secret Life of Girls (1999)
- The Journey of Allen Strange: Alien Vacation (1999)
- The Ladies Man (2000)
- Silver Man (2000)
- Best in Show (2000)
- Down to Earth (2001)
- The Sports Pages (2001)
- Om ödet får bestämma (2001)
- American Pie 2 (2001)
- Repli-Kate (2001)
- Gahan Wilson's The Kid (2001)
- De magiska skorna (2002)
- Bringing Down the House (2003)
- Dum och ännu dummare: När Harry mötte Lloyd (2003)
- A Mighty Wind (2003)
- American Pie – The Wedding (2003)
- En galen dag i New York (2004)
- American Pie – Band Camp (2005)
- Fullt hus igen (2005)
- The Man (2005)
- Nicke Nyfiken (2006)
- American Pie Presents: The Naked Mile (2006)
- For Your Consideration (2006)
- På andra sidan häcken (2006)
- American Pie Presents: Beta House (2007)
- Taking Woodstock (2009)
- Natt på museet 2 (2009)
- American Pie Presents: Book of Love (2009)
- Astro Boy (2009)
- American Reunion (2012)
- Schitt's Creek (2015-2020, TV-serie)
- Hitta Doris (2016)
- The Reluctant Traveler (2023, TV-serie)